# Portulaca howellii
Portulaca howellii är en portlakväxtart som först beskrevs av Legr., och fick sitt nu gällande namn av Eliass. Portulaca howellii ingår i släktet portlaker, och familjen portlakväxter. Inga underarter finns listade i Catalogue of Life.